# Kenny Ortega
Kenneth John „Kenny“ Ortega (* 18. dubna 1950, Palo Alto, Kalifornie, USA) je americký filmový a televizní producent, režisér a choreograf, známý díky režírování filmu Hocus Pocus, Muzikálu ze střední a koncertního filmu o Michaelu Jacksonovi, Michael Jackson's This Is It.

## Život a kariéra
Narodil se jako syn Madeline Ortegové, která pracovala jako číšnice, a Octavia „Tibby“ Ortegy, který pracoval v továrně v Redwood City. Jeho prarodiče pochází ze Španělska. Je především znám díky spolupráci s tanečníkem a choreografem Genem Kellym ve filmu Xanadu. Mezi jeho nejznámější choreografie patří choreografie k písničce „Hold Me“ z filmu Hříšný tanec z roku 1987 a získal ocenění za choreografie ve videoklipech, jako třeba písničku od Madonny „Material Girl“. Pracoval také s The Tubes najejich scéně a režíroval video pro „She's a Beauty“.
Ortega režíroval video k písničce „Rock Me Tonite“ od amerického zpěváka a písničkáře Billyho Squiera. Ortega byl obviněn Billym Squierem, za zničení jeho kariéry, za nepovedený promo klip, který byl označen jako nejhorší všech dob. Později, společně s Michaelem Jacksonem vytvořili turné v roce 1992–1993, které neslo název Dangerous World Tour a také HIStory World Tour v roce 1996–1997. Také dělal choreografie v rozmezí od Super Bowl XXX, 72nd Academy Awards, Letní olympijské hry 1996 v Atlantě a Zimní olympijské hry 2002 v Salt Lake City.
Kromě toho, Ortega režíroval a dělal choreografii k Muzikálu ze střední, Muzikálu ze střední 2 a Muzikálu ze střední 3, Maturitní ročník a dělal choreografii k filmu Gepardí kočky 2.
30. ledna 2008, Ortega představil režiséra a choreografa Adama Shankmana v Carnival: Choreographer's Ball na devátém výročí této „show“.
V květnu roku 2009, Ortega začal spolupracovat s Michaelem Jacksonem na jeho plánovaném 4. turné This Is It, které ale bylo zrušeno kvůli náhlé smrti Jacksona. Ortega režíroval koncertní film Michael Jackson's This Is It, který byl uveden do kin 28. listopadu téhož roku.

## Filmografie a koncerty
| 1980 | Xanadu                                 | Choreograf          | $20 milionů  |
| 1985 | Eliášův oheň                           | Choreograf          | N/A          |
| 1986 | Kráska v růžovém                       | Choreograf          | N/A          |
| 1986 | Volný den Ferrise Buellera             | Choreograf          | $6 million   |
| 1987 | Hříšný tanec                           | Choreograf          | $6 million   |
| 1988 | Salsa                                  | Choreograf          | Usuk         |
| 1989 | Shag                                   | Choreograf          | N/A          |
| 1992 | Newsies                                | Choreograf, Režisér | $15 million  |
| 1993 | Hocus Pocus                            | Režisér             | $28 million  |
| 1995 | Tři muži v negližé                     | Choreograf          | N/A          |
| 1998 | Kouzelný meč                           | Choreograf          | $40 million  |
| 2006 | Muzikál se střední                     | Choreograf, Režisér | $4.4 million |
| 2006 | Gepardí kočky 2                        | Choreograf, Režisér | N/A          |
| 2007 | Muzikál se střední 2                   | Choreograf, Režisér | $7 million   |
| 2008 | Muzikál se střední 3: Maturitní ročník | Choreograf, Režisér | $11 million  |
| 2008 | Hannah Montana & Miley Cyrus           | Choreograf          | $7 million   |
| 2009 | Michael Jackson's This Is It           | Choreograf, Režisér | $60 million  |
| 2013 | Dirty Dancing remake                   | Režisér             | N/A          |
| 2015 | Následníci                             | Režisér             | N/A          |
| 2017 | Následníci 2                           | Režisér             | N/A          |
| 2019 | Následníci 3                           | Režisér             | N/A          |